# Adolfo Suárez, el presidente
Adolfo Suárez, el presidente es un telefilme basado en la vida del primer presidente democrático de España desde la llegada del franquismo, estrenada el 27 de enero de 2010 en Antena 3.

## Argumento

### Adolfo Suárez, el político
La producción sigue a Adolfo Suárez desde su juventud en Ávila a su abandono del poder. La historia narra cómo un hombre se enfrenta -y derrota- al poder de una clase política agonizante, se entiende con los que debían ser sus adversarios políticos, construye una alternativa y, finalmente, es derrotado por los suyos y devorado por conflictos, enfrentamientos y problemas de los que rara vez es responsable, pero a los que se enfrenta con un optimismo y una vitalidad envidiables. Su éxito le genera enemigos y le convierte en un estorbo para los nuevos tiempos que ha contribuido decisivamente a alumbrar.

### Adolfo Suárez, la persona
Adolfo Suárez es una figura querida y apreciada por los españoles. Goza del reconocimiento casi unánime y la admiración de la gran mayoría de la sociedad y la clase política por su trabajo al servicio del país durante los difíciles años de la Transición.
Paradójicamente, el personaje ha ocultado a la persona y aun cuando su contribución está en el recuerdo de todos, su vida y su trayectoria es muy poco conocida. Adicionalmente, toda una generación de españoles nació cuando ya había abandonado la política y apenas tiene conciencia de lo que ocurrió entonces.
Adolfo Suárez, el personaje Adolfo Suárez nació en una familia humilde de Ávila. Tuvo que ponerse a trabajar muy joven para ayudar a su familia, abandonada por su padre. Su talento, su tenacidad y su ambición le ayudaron a desarrollar una carrera política en los años finales del franquismo, al margen de los grandes centros de poder.
Muerto el dictador, fue elegido como primer ministro por el Rey, una decisión que sorprendió a muchos e indignó a casi todos. Se enfrentó a una tarea casi imposible: tejer con los mimbres de una clase política caduca y autoritaria, una oposición belicosa sin experiencia, y en una situación económica catastrófica un sistema de convivencia aceptable para todos, moderno y homologable a los de los países europeos. Siempre con la obsesión de que el sistema democrático no fuera un paréntesis en la vida de los españoles.

## Reparto
- Ginés García Millán como Adolfo Suárez.
- Toni Acosta como Amparo Illana.
- Jesús Noguero como Fernando Abril Martorell.
- Juana Acosta como Carmen Díez de Rivera.
- Fernando Cayo como Juan Carlos I.
- Mario Pardo como Manuel Gutiérrez Mellado.
- Mariano Venancio como Torcuato Fernández Miranda.
- Pepo Oliva como Fernando Herrero Tejedor.
- Ramón Barea como Alfonso Armada.
- Laura Ledesma como Mariam Suárez Illana.
- Azahara Chamorro de Castro como Laura Suárez Illana
- Adrían Chamorro de Castro como Javier Suárez Illana

## Audiencia
| Parte | Título        | Fecha de emisión               | Hora  | Espectadores | Cuota de pantalla |
| ----- | ------------- | ------------------------------ | ----- | ------------ | ----------------- |
| 1     | Primera parte | miércoles 27 de enero de 2010  | 22:30 | 3.059.000    | 15,6%             |
| 2     | Segunda parte | miércoles 3 de febrero de 2010 | 22:30 | 2.832.000    | 16,2%             |

El viernes 21 de marzo de 2014, Antena 3 repuso la miniserie como homenaje a Adolfo Suárez ante su inminente fallecimiento —acaecido dos días después—, emitiendo esta vez los dos capítulos en la misma noche, alcanzando en sus dos horas y media de duración una audiencia media de 1.161.000 espectadores y un 7,2% de cuota de pantalla.